# Joseph Theodorus Suwatan

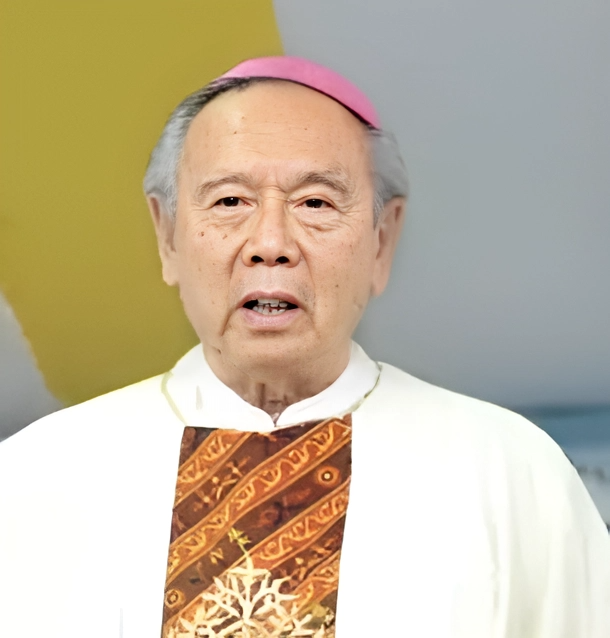
Joseph Theodorus Suwatan

Joseph Theodorus Suwatan MSC (* 10. April 1940 in Tegal) ist emeritierter Bischof von Manado.

## Leben
Joseph Theodorus Suwatan trat der Ordensgemeinschaft der Herz-Jesu-Missionare bei und empfing am 8. Januar 1969 die Priesterweihe. Papst Johannes Paul II. ernannte ihn am 8. Februar 1990 zum Bischof von Manado.
Der Apostolische Pro-Nuntius in Indonesien, Francesco Canalini, weihte ihn am 29. Juni desselben Jahres zum Bischof; Mitkonsekratoren waren Theodorus Hubertus Moors MSC, Altbischof von Manado, und Julius Riyadi Kardinal Darmaatmadja SJ, Erzbischof von Jakarta und Militärbischof von Indonesien. Am 12. April 2017 nahm Papst Franziskus seinen Rücktritt an.